# Rune Ohm
Rune Ohm, es lateral en el Club Balonmano Antequera y su dorsal es el veintidós.
Ha pasado por los clubes KSV Ajax, Aalborg y el Balonmano Altea. En el verano 2007, su actual club lo fichó por dos temporadas. En la temporada 2006/2007 fue el lateral más goleador de la liga y el sexto máximo. Es internacional con la máxima selección danesa; también es buen lanzador tanto desde los 9 como desde los 6 metros, mide 191 cm de estatura y 95 kilos de peso.